# O Tremendão
O Tremendão é o terceiro álbum de estúdio do cantor e compositor brasileiro Erasmo Carlos, lançado em 1967. O álbum é conhecido principalmente por sua faixa-título, composta por Marcos Roberto e Dori Edson, e "Vem Quente que Eu Estou Fervendo", de Carlos Imperial e Eduardo Araújo. Há destaque, além disso, para a gravação de "Eu Sonhei que Tu estavas Tão Linda", de Lamartine Babo e Francisco Mattoso.
Segundo o pesquisador Marcelo Garson, O Tremendão é a "tentativa [de Erasmo] mais bem-acabada de traduzir a sua imagem em canção", apresentando o cantor como um jovem rebelde que, apesar de confiante e autocentrado, faz concessões românticas.

## Faixas
1. "O Tremendão" (Marcos Roberto/Dori Edson)
2. "O Dono da Bola" (Erasmo Carlos/Roberto Carlos)
3. "Não Vivo sem Você" (Rossini Pinto/Roberto Corrêa)
4. "Eu Não me Importo" (Deny/Dino)
5. "A Grande Mágoa (The Big Hurt)" (Shanklin/versão de Erasmo Carlos)
6. "O Sonho de Todas as Moças" (Erasmo Carlos)
7. "Eu Sonhei que Tu estavas Tão Linda" (Lamartine Babo/Francisco Mattoso)
8. "Vem Quente que Eu Estou Fervendo" (Carlos Imperial/Eduardo Araújo)
9. "Estrelinha (Little Star)" (Arthur Venosa/Vito Picone/versão de Paulo Murillo)
10. "O Bilhetinho" (Raul Sampaio/Benil Santos)
11. "Faz Só um Mês" (Carlos Imperial/Eduardo Araújo)
12. "Não Fiques Triste" (Cleudir Borges)[1]